# Relações entre Itália e Iugoslávia
As relações Itália-Iugoslávia eram as relações culturais e políticas entre as duas nações no século XX, desde a criação da Iugoslávia em 1918 até sua dissolução em 1992.

## Período entre-guerras (1918–40)

### Fronteira na Dalmácia
Em 26 de abril de 1915, o Reino da Itália assinou secretamente o Tratado de Londres com membros da Triple Entente. De acordo com o pacto, a Itália deveria declarar guerra contra a Tríplice Aliança; em troca, ela receberia a Ístria, o norte da Dalmácia e poderia estabelecer um protetorado na Albânia. O Reino da Sérvia, que havia sido informado do acordo, aceitou que a Itália recebesse essas terras austro-húngaras.
Em março de 1918, Ante Trumbić, do Comitê Iugoslavo e a representante italiana Andrea Torre, assinaram um acordo que afirmava claramente que a futura fronteira entre o Reino da Iugoslávia (a união do Reino da Sérvia e do Estado da Eslovênia, Croatas e Sérvios) seria decidida de maneira democrática.
Após a conclusão da Primeira Guerra Mundial e a desintegração da Áustria-Hungria, a grande maioria da Dalmácia tornou-se parte do recém-formado Reino dos Sérvios, Croatas e Eslovenos (mais tarde renomeado como Reino da Iugoslávia).
No entanto, o Tratado de Londres foi anulado no Tratado de Versalhes devido às objeções do presidente americano Woodrow Wilson. A Itália recebeu apenas a cidade de Zara (Zadar), bem como as ilhas de Cherso (Krk), Lussino (Lošinj) e Lagosta (Lastovo). Um grande número de italianos, (supostamente cerca de 20.000), se mudou das áreas da Dalmácia designadas para a Iugoslávia e foram reassentados na Itália (principalmente em Zara).
Após o fracasso de um acordo fronteiriço na Conferência de Paz de Paris, continuaram as discussões entre o Reino da Itália e o Reino da Iugoslávia. Em 1920, o governo italiano estava sob pressão interna para expandir suas fronteiras como compensação justa para vítimas e dívidas da guerra. Um exemplo dessa pressão foi a publicação de uma carta forjada que supostamente havia sido escrita por Abraham Lincoln, a Macedonio Melloni, na qual Lincoln aparentemente reconheceu toda a costa entre Veneza e Cattaro como território nacional italiano. As relações aparentemente se acalmaram com a assinatura do Tratado de Rapallo e a anexação pela Itália do Estado Livre de Fiume. 

Irredentistas de Fiume (agora Rijeka), aplaudindo Gabriele D'Annunzio e seus "Legionários" em setembro de 1919. Na época, Fiume tinha 22.488 italianos em uma população total de 35.839 habitantes, 62%.

As relações com o Reino da Iugoslávia foram severamente afetadas e permaneceram tensas, devido à disputa pela Dalmácia e pelo porto da cidade de Fiume, que havia se tornado um estado livre de acordo com a Liga das Nações, mas foi ocupado por alguns rebeldes italianos liderados pelo escritor Gabriele d'Annunzio. Em 1924, a cidade foi dividida entre a Itália e a Iugoslávia pelo Tratado de Rapallo. O fascismo chegou à Itália em 1922. Suas políticas incluíam cursos de ação nacionalistas de italianização, sob os quais os direitos das minorias foram severamente reduzidos.
Em 1925, os dois países assinaram o Tratado de Nettuno, ratificado apenas em 1928 pelo parlamento iugoslavo, após o assassinato de Stjepan Radić .

### Questão da Albânia
Antes de se tornar o Duce da Itália, Benito Mussolini havia declarado claramente seu pensamento sobre a Iugoslávia. Ele estava criando uma diferença entre o tratamento dispensado à Iugoslávia e à Sérvia, afirmando que  "a Itália sempre terá uma política amigável, mas com a Iugoslávia ela só terá um bom relacionamento se aceitar que seu destino é o mar Egeu e não o Mar Adriático". A relação entre os dois estados terminou após a assinatura de um pacto de amizade entre os reinos da Itália e da Albânia em 27 de novembro de 1926. Com esse pacto, aos olhos do rei Alexandre I, a Itália entrou na zona de influência iugoslava; Mussolini não estava interessado em protestos diplomáticos de Belgrado; a Iugoslávia assinou um pacto militar secreto com a França em 11 de novembro de 1927.
Durante esse período, ocorreu o primeiro contato entre Ante Pavelić, que queria ajuda italiana para a destruição da Iugoslávia e a criação de uma Croácia independente, com representantes oficiais da Itália. Após a proclamação de uma ditadura na Iugoslávia, Ante Pavelić deixou os Bálcãs e se exilou na Itália em outubro de 1929. Mussolini deu o trabalho de aproximar e ajudar os separatistas croatas ao parlamentar italiano Fulvio Suvich em 1929.
Essa má relação entre os dois reinos foi melhor demonstrada nos eventos de 1928 e 1929. Os primeiros problemas diplomáticos nasceram quando Zog I da Albânia, com ajuda italiana, se proclamou rei dos albaneses. A maioria da população no Kosovo iugoslavo durante esse período era albanesa aos olhos da Iugoslávia; esta proclamação tornou-se um convite para a criação da Grande Albânia com ajuda italiana. Esses medos foram confirmados em 1929, quando a Itália se recusou a assinar um novo acordo de amizade com a Iugoslávia. No ano seguinte, foi permitido que Ante Pavelić morasse na Itália, onde organizou o Ustaše (um movimento anti-iugoslavo fascista croata).
A Iugoslávia iniciou negociações secretas com a Itália no final de 1930. Para pressionar mais Belgrado, Mussolini fez alguns discursos com as palavras "Dalmazia o morte" (Dalmácia ou morte); mas a demanda real era que a Iugoslávia aceitasse a supremacia italiana na Albânia. Quando essa oferta foi recusada em 1932, a Iugoslávia começou a procurar novos aliados contra suas demandas. Consequentemente, a Iugoslávia assinou um acordo comercial com a Alemanha de Hitler em março de 1934.

### Fim da década de 1930
O rei iugoslavo Alexandre I foi morto em 9 de outubro de 1934 por membros da Organização Revolucionária Interna da Macedônia , ajudados pelos Ustaše. A Itália foi criticada por ajudá-los e financiá-los, enviando todos os membros para campos de treinamento fechados, onde receberam apoio e controle italianos. Os Ustaše não esqueceram as ações hostis tomadas pelo "controlador" italiano Ercole Conti .
Sob pressão da França, o Reino da Iugoslávia não levantou a questão das responsabilidades internacionais italianas no regicídio perante a Liga das Nações. Após a chegada ao poder de Milan Stojadinović, a relação entre os dois reinos melhorou. Um acordo comercial foi assinado em 1 de outubro de 1936, seguido de negociações renovadas que resultaram na assinatura de mais acordos em 25 de março de 1937, declarando o início de um relacionamento oficialmente amigável. Também foi assinado um acordo para resolver todas as questões de fronteira, enquanto a Itália forneceu informações à Iugoslávia sobre as identidades e o local de residência de 510 membros do Ustaše. Em 1939, Galeazzo Ciano negociou diretamente com Milan Stojadinović a anexação da Albânia pela Itália. Nessa ocasião, o regente iugoslavo Paulo demitiu e prendeu Stojadinović; a partir de então, as relações ítalo-italianas deterioraram-se rapidamente.
Nos últimos dois anos antes do início da Segunda Guerra Mundial, a Itália quase rompeu o contato diplomático com a Iugoslávia e iniciou negociações com a Alemanha e os Ustaše. A Itália lembrou o general Gambara da Espanha em 1940, para que ele pudesse assumir o controle das forças que atacariam a Banovina da Croácia (então uma província iugoslava). Essa ofensiva só foi adiada por causa da declaração de guerra italiana contra a França, em 10 de junho de 1940. A Itália criou planos de ataque à Iugoslávia em fevereiro de 1940, com o objetivo principal de tomar Šibenik, Split e Kotor para que a situação do Adriático fosse atenuada. O único problema com esse plano era que Hitler queria criar uma aliança entre os dois reinos contra a Grécia. Durante as negociações no final de 1940, a Itália ofereceu Tessalônica à Iugoslávia, mas a proposta foi rejeitada. Somente quando Hitler apresentou uma oferta semelhante em março de 1941 ela foi aceita e a Iugoslávia tornou-se membro das potências do Eixo em 25 de março de 1941. Hitler ordenou um ataque à Iugoslávia após o golpe de Estado de 27 de março; dois dias depois, o novo primeiro-ministro iugoslavo, Dušan Simović, pediu ajuda italiana para restaurar as relações com a Alemanha. Simović alertou a Itália que a Iugoslávia invadiria a Albânia italiana se as potências do Eixo declarassem guerra. Esta guerra começou em 6 de abril de 1941 e terminou com a destruição do Reino Iugoslavo em 17 de abril.

## Segunda Guerra Mundial (1940–45)

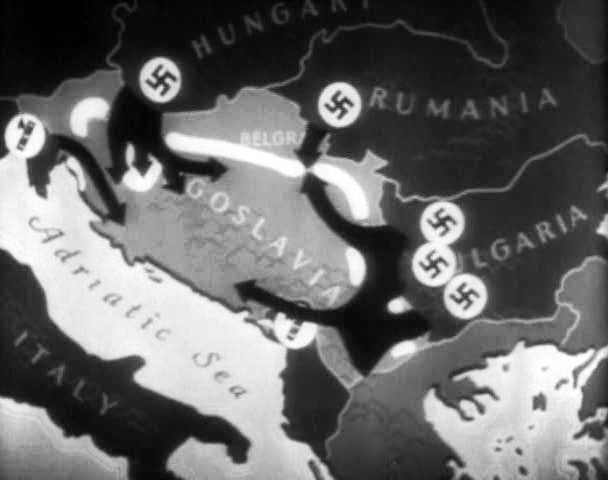
A invasão do Eixo a Iugoslávia

### Invasão ítalo-alemã da Iugoslávia
A invasão da Iugoslávia (de codinome Diretiva 25 ou Operação 25) foi  iniciada em 6 de abril de 1941 durante a Segunda Guerra Mundial. A invasão terminou com a rendição incondicional do Exército Real Iugoslavo em 17 de abril de 1941, a anexação e ocupação da região pelas potências do Eixo e a criação do Estado Independente da Croácia (Nezavisna Država Hrvatska, ou NDH).
O Segundo Exército Italiano cruzou a fronteira logo após os alemães. Eles enfrentaram o Sétimo Exército Iugoslavo. Os italianos encontraram resistência limitada e ocuparam partes da Eslovênia, Croácia e costa da Dalmácia. Além do Segundo Exército, a Itália tinha quatro divisões do Nono Exército na fronteira iugoslava com a Albânia. Essas formações estavam tão situadas contra uma ofensiva iugoslava naquela frente. Cerca de 300 voluntários Ustaše, sob o comando de Ante Pavelic, acompanharam o Segundo Exército Italiano durante a invasão; aproximadamente o mesmo número de Ustaše se somaram ao exército alemão e outros aliados do Eixo 
O Estado Independente da Croácia foi fundado em 10 de abril de 1941, após a invasão da Iugoslávia pelas potências do Eixo. O estado foi tecnicamente uma monarquia e protetorado italiano, desde a assinatura dos acordos de Roma em 19 de maio de 1941 até a capitulação italiana em 8 de setembro de 1943; mas o rei designado, o príncipe Aimone de Savoy-Aosta, recusou-se a assumir o reinado em oposição à anexação italiana da região iugoslava da Dalmácia, povoada por croatas.

### Fim da guerra

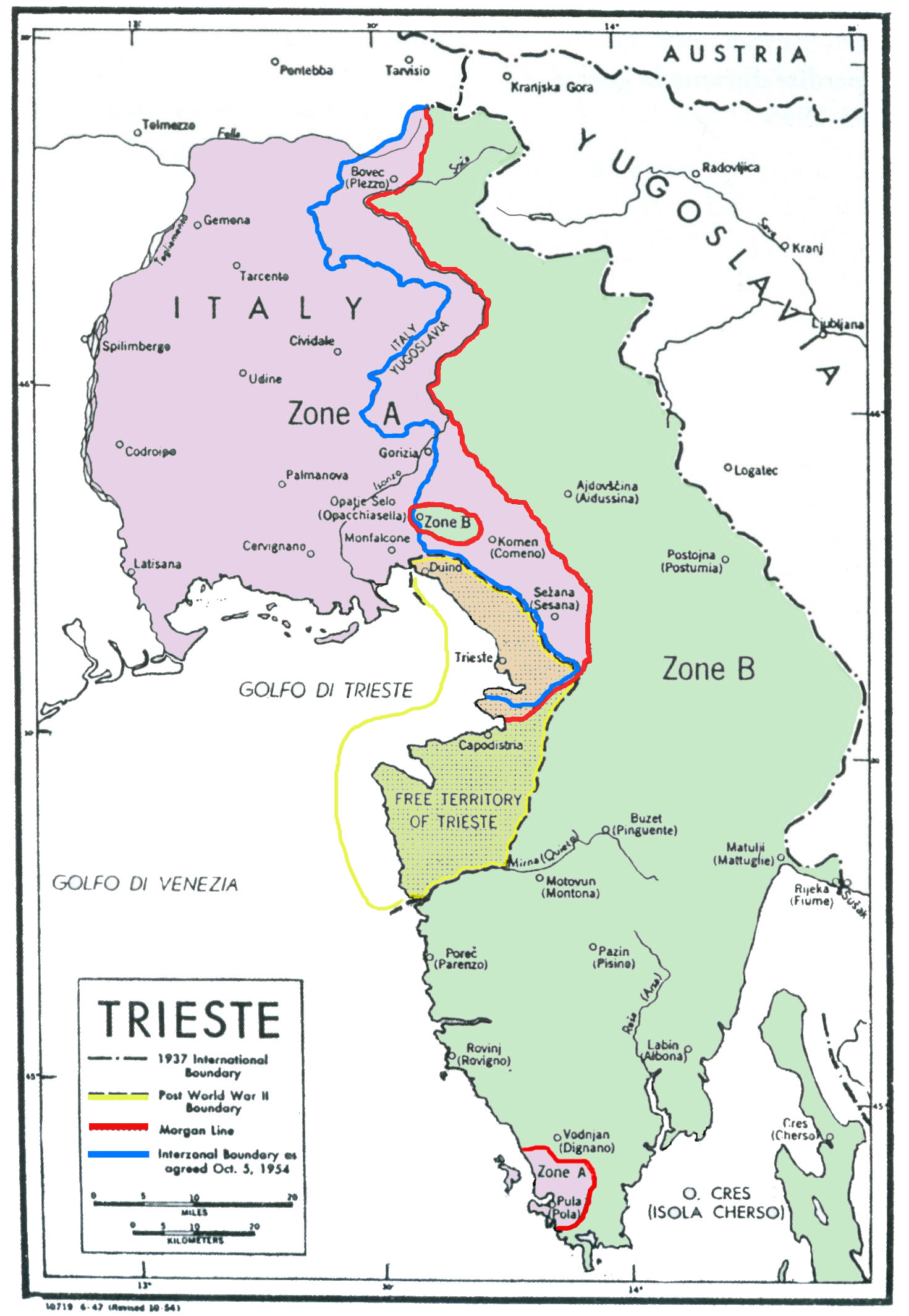
A divisão da Veneza Júlia entre junho de 1945 e setembro de 1947, com a linha Morgan em vermelho.

Quando o regime fascista entrou em colapso em 1943 e a Itália capitulou, seu território oriental foi ocupado por forças alemãs, sendo a autoridade da República Social Italiana nessa zona amplamente teórica. O 4º Exército Iugoslavo, juntamente com o 9º Corpo da Eslovênia, entrou em Trieste em 1º de maio de 1945. A 2ª Divisão (Nova Zelândia) do 8º Exército Britânico chegou no dia seguinte e forçou a rendição de 2.000 soldados do Exército Alemão que estavam em Trieste e haviam se recusado a capitular para tropas partisans. Uma trégua instável foi firmada entre as tropas aliadas e iugoslavas que ocupavam a área até o general britânico Sir William Morgan propor uma divisão do território e a remoção de tropas iugoslavas da área ocupada pelos aliados. Josip Broz Tito concordou em 23 de maio, quando o XIII Corpo Britânico avançava para a linha de demarcação proposta. Um acordo foi assinado em Duino em 10 de junho, criando a Linha Morgan. Os soldados iugoslavos se retiraram em 12 de junho de 1945.
O fim da guerra na fronteira ítalo-iugoslava, após a capitulação italiana em 8 de setembro de 1943, foi marcado pelos massacres das foibas (perpetrados por partisans iugoslavos) que ocorreram principalmente na Ístria entre 1946 e 1949, o êxodo juliano-dálmata e a questão de Trieste.
O êxodo da Ístria-Dalmácia indica a saída de italianos étnicos da Ístria, Rijeka (Fiume) e Dalmácia após a Segunda Guerra Mundial. Na época do êxodo, esses territórios faziam parte da RS Croácia e da RS Eslovênia (então partes da RFS Iugoslávia). Segundo algumas fontes, o êxodo foi incitado pelo governo iugoslavo, enquanto o governo italiano ofereceu incentivos à imigração. Esses territórios eram etnicamente misturados, com comunidades italianas, eslovenas, croatas, sérvia e outras. A Ístria, incluindo Rijeka e partes da Dalmácia, incluindo Zadar, havia sido anexada à Itália após a Primeira Guerra Mundial. Fontes italianas consideram que entre 250.000 e 270.000 italianos étnicos e alguns milhares de eslovenos e croatas anticomunistas tiveram que deixar as áreas em as consequências do conflito.
Em 1991, Milovan Đilas disse: "Lembro que em 1946 eu e Edvard Kardelj fomos à Ístria para organizar a propaganda anti-italiana. Foi tudo uma prova para a Comissão Aliada de que aquelas terras eram iugoslavas e não italianas: organizamos manifestações com cartazes e bandeiras.
Mas não era verdade? (pergunta do jornalista)
Claro que não era. Melhor ainda, era apenas parcialmente verdade, porque na realidade os italianos eram a maioria nas cidades, não nas aldeias. Era, portanto, necessário convencê-los a sair com todo tipo de pressão. Foi o que nos foi dito e o que foi feito." 
No final da Segunda Guerra Mundial, os antigos territórios italianos na Ístria e Dalmácia passaram a fazer parte da República Socialista Federal da Iugoslávia pelo Tratado de Paz de Paris (1947), a única exceção sendo as comunas de Muggia e San Dorligo della Valle .
O Território Livre de Trieste foi estabelecido por demanda do Conselho de Segurança das Nações Unidas por meio da Resolução 16 de janeiro de 1947, nos termos do artigo 24 da Carta da ONU, que pedia a criação de um estado livre em Trieste e na região ao redor. Um estatuto permanente que codificasse suas disposições seria reconhecido sob o direito internacional mediante a nomeação de um governador internacional aprovado pelas potências quatripartidas. Em 15 de setembro de 1947, o tratado de paz entre as Nações Unidas e a Itália foi ratificado, estabelecendo o Território Livre de Trieste. As línguas oficiais eram esloveno, italiano e croata. No entanto, o território não recebeu seu autogoverno planejado e foi mantido sob ocupação militar, respeitando a divisão em duas zonas, conforme decidido pela Linha Morgan: a Zona A, com 222,5 km² e 262.406 residentes, incluindo Trieste, foi administrada pelas forças britânicas e americanas, enquanto a Zona B, que tinha de 515,50 km² e 71.000 residentes, incluindo o noroeste da Ístria, foi administrada pelo Exército Nacional Iugoslavo .
Entre outubro de 1947 e março de 1948, a União Soviética rejeitou a candidatura de 12 nomeações para governador, quando as Potências Tripartites (Estados Unidos, Reino Unido e França) emitiram uma nota a Moscou e Belgrado em 20 de março de 1948, recomendando que o território fosse devolvido à soberania italiana. Nenhum governador foi nomeado nos termos da Resolução da ONU. O Território, portanto, nunca funcionou como um estado independente real. Mesmo assim, seu status formal era geralmente respeitado e emitia seus próprios selos postais. A ruptura entre o governo de Tito e a URSS em meados de 1948 resultou na suspensão da proposta de retornar o território à Itália até 1954.

## Guerra Fria (1945-1989)
A RFS da Iugoslávia foi um dos únicos dois países europeus que foram libertados por suas próprias forças durante a Segunda Guerra Mundial, com assistência e participação limitadas dos Aliados. Recebeu apoio das democracias ocidentais e da União Soviética e, no final da guerra, nenhuma tropa estrangeira estava estacionada em seu solo. Em parte como resultado, o país ficou no meio do caminho entre os dois campos no início da Guerra Fria.
Entre 1947 e 1948, a União Soviética tentou obter obediência da Iugoslávia, principalmente em questões de política externa, o que resultou na ruptura Tito-Stalin e quase provocou um conflito armado. Seguiu-se um período de relações muito frias com a União Soviética, durante o qual os EUA e o Reino Unido consideraram persuadir a Iugoslávia à recém-formada OTAN. Isso mudou em 1953 com a crise de Trieste, uma disputa tensa entre a Iugoslávia e os Aliados Ocidentais sobre a eventual fronteira iugoslava-italiana e com a reconciliação iugoslava-soviética em 1956. Essa posição ambivalente no início da Guerra Fria amadureceu na política externa não alinhada que a Iugoslávia adotou ativamente até sua dissolução.
A questão do status de Trieste foi finalmente resolvida com o Tratado de Osimo, assinado em 10 de novembro de 1975 pela República Socialista Federal da Iugoslávia e pela República Italiana em Osimo, Itália, para dividir definitivamente o Território Livre de Trieste entre os dois estados. O tratado foi escrito em francês e entrou em vigor em 11 de outubro de 1977. Baseou-se no memorando de entendimento assinado em Londres em 1954, que havia entregue a administração civil provisória da Zona A para a Itália e Zona B para a Iugoslávia. O Tratado de Osimo apenas tornou a situação definitiva. A zona A, incluindo a cidade de Trieste, tornou-se a província italiana Trieste, mas a Iugoslávia teve acesso livre ao seu porto.

## Dissolução da Iugoslávia
O período do colapso da Iugoslávia coincidiu com uma temporada de escândalos políticos e turbulências na Itália (o caso Tangentopoli e o inquérito Mãos Limpas), que provocaram a des consolidação do sistema partidário italiano e uma fraqueza geral temporária na política externa italiana.

Nesse curto espaço de tempo, a Itália apoiou principalmente os movimentos de seus aliados na crise iugoslava, como a iniciativa alemã de fevereiro de 1991, inspirada nos EUA, de ameaçar o isolamento econômico da Iugoslávia na falta de eleições multipartidárias. Em 1992, após os EUA, o Vaticano e a Comunidade Europeia, a Itália reconheceu a independência da Eslovênia e da Croácia . A Itália também reconheceu a Bósnia e Herzegovina e a Macedônia. 